# Le Soldat Laforêt
Pour plus de détails, voir Fiche technique et Distribution.
Le Soldat Laforêt est un film français réalisé en 1970 par Guy Cavagnac, sorti en 1974. Il a été intégralement tourné dans le département de l'Aveyron.

## Synopsis
En juin 1940, lors de la retraite de l'armée française, un soldat est à la recherche de son unité. Il découvre la vie à la campagne au cours de cette période.

## Fiche technique
- Titre : Le Soldat Laforêt
- Réalisation : Guy Cavagnac
- Scénario et dialogues : Guy Cavagnac
- Photographie : Georges Strouvé
- Musique : Roland Vincent
- Décors : naturels
- Son : Henri Moline
- Montage : Catherine Delmas
- Sociétés de production : Unité 3 - Stephan Films - Delpire Productions
- Pays de production :  France
- Durée : 97 minutes
- Date de sortie : 
  - France : 1er mai 1974

## Distribution
- Roger Van Hool : le soldat Laforêt
- Catherine Rouvel : Diane
- Francisco Rabal : Paco
- Fernand Sardou : le vagabond
- Bernard Haller : l'adjudant
- Jacques Rispal : Gillorgues
- Henri Courseaux : le cordonnier
- Jacques Dynam
- Nadia Barentin
- Joëlle Fossier

## Distinctions
- Rencontres Jeune Cinéma de Toulon 1972[1]